# Tennistavolo ai III Giochi olimpici giovanili estivi
Le gare di tennistavolo ai III Giochi olimpici giovanili estivi sono state disputate al Tecnópolis di Buenos Aires dal 7 al 15 ottobre 2018.

## Podi
| Evento              | Oro                          | Argento                               | Bronzo                               |
| Singolare maschile  | Wang Chuqin                  | Tomokazu Harimoto                     | Kanak Jha                            |
| Singolare femminile | Sun Yingsha                  | Miu Hirano                            | Andreea Dragoman                     |
| A squadre miste     | Cina Sun Yingsha Wang Chuqin | Giappone Miu Hirano Tomokazu Harimoto | Taipei cinese Su Pei-Ling Lin Yun-Ju |